# Nemocnice Kutná Hora
Nemocnice Kutná Hora je lůžkové a ambulantní zdravotnické zařízení ve městě Kutná Hora. Budovy jsou majetkem Středočeského kraje (některé jsou v majetku města Kutná Hora, po vypršení lhůty související s dotací ISPROFIN přejdou také na Středočeský kraj), nemocnici provozuje Oblastní nemocnice Kolín a.s., nemocnice Středočeského kraje. V červnu 2009 zastupitelstvo města rozhodlo o bezúplatném převodu (darování) areálu nemocnice Středočeskému kraji. Konkrétní podoba smluv byla schválena v prosinci 2009, k 1. lednu 2010 přešla nemocnice pod Středočeský kraj.

## Budovy
Hlavní pavilon byl do aktuální podoby dostavěn v letech 1938–1944. V roce 2002 byla dokončena přístavba, kde se nacházejí operační sály, jednotka intenzivní péče, centrální sterilizace, výpočetní tomografie a některá další pracoviště. Dále je součástí nemocnice poliklinika a bývalý dětský (původně infekční) pavilon, kde je od roku 2008 umístěna léčebna dlouhodobě nemocných.

## Oddělení a pracoviště
V červnu 2010 byla součástí nemocnice tato oddělení a pracoviště:
- interní oddělení (včetně interní, kardiologické, diabetologické a gastroenterologické ambulance)
- chirurgické oddělení (včetně chirurgické, urologické a traumatologické ambulance)
- gynekologické oddělení (včetně ambulance v Kutné Hoře a v Sázavě)
- anesteziologicko-resuscitační oddělení
- multioborová jednotka intenzivní péče
- léčebna dlouhodobě nemocných
- rehabilitační oddělení (ambulantní)
- oddělení zobrazovacích metod (včetně ultrazvuku a CT)
- oddělení klinické biochemie a hematologie
- centrální sterilizace
- lékárna

Na poliklinice provozuje své ambulance mnoho soukromých lékařů (zubní, kožní, plicní, praktičtí lékaři apod.).

## Insolvenční řízení
Původní provozující společnost Nemocnice Kutná Hora s.r.o. je nyní v insolvenčním řízení, rozhodnutím Krajského soudu v Praze byl vyhlášen úpadek, na majetek společnosti byl prohlášen konkurs. Insolvenční správce považuje za hlavního viníka úpadku město Kutná Hora a požadoval po něm zaplacení částky 111,31 mil. Kč. (plus úroky z prodlení). Záležitost byla vyřešena uzavřením soudního smíru dne 31. ledna 2014.